# Samir Nassar
Samir Nassar (Nebay, Líbano, 5 de julho de 1950) é o Arcebispo Maronita da Arquiparquia de Damasco.
Em 17 de agosto de 1980, Samir Nassar recebeu o Sacramento da Ordem para a Arqueparquia de Damasco.
Em 10 de junho de 2006, o Sínodo dos Bispos Maronitas o elegeu Arcebispo da Arqueparquia de Damasco. Papa Bento XVI aprovou sua eleição como Arcebispo da Arqueparquia de Damasco em 14 de outubro de 2006. O Patriarca Maronita de Antioquia e de todo o Oriente, cardeal Nasrallah Boutros Sfeir, o ordenou bispo em 26 de novembro do mesmo ano; Co-consagrantes foram o arcebispo da arquiparquia de Beirute, Paul Youssef Matar, e o bispo emérito da eparquia de Nossa Senhora do Líbano em São Paulo, Joseph Mahfouz OLM.
No Natal de 2017, Nassar dirigiu um apelo urgente à comunidade ocidental por ajuda aos refugiados sírios através da missio Aachen sob o título "Os Indesejados".